# Чатсворт (Џорџија)
Чатсворт (Џорџија) (енгл. Chatsworth) град је у америчкој савезној држави Џорџија. По попису становништва из 2010. у њему је живело 4.299 становника.

## Демографија
Према попису становништва из 2010. у граду је живело 4.299 становника, што је 768 (21,8%) становника више него 2000. године.
| Група             | 2000.         | 2010.         |
| Белци             | 3.204 (90,7%) | 3.357 (78,1%) |
| Афроамериканци    | 41 (1,2%)     | 41 (1,0%)     |
| Азијати           | 20 (0,6%)     | 25 (0,6%)     |
| Хиспаноамериканци | 229 (6,5%)    | 825 (19,2%)   |
| Укупно            | 3.531         | 4.299         |